# レナト・ダダショフ
レナト・オレク・オギュル・ダダショフ（アゼルバイジャン語: Renat Oleq oğlu Dadaşov、1999年5月17日 - ）はドイツ・リューデスハイム・アム・ライン出身のアゼルバイジャン国籍のサッカー選手。MKEアンカラギュジュ所属。ポジションはFW。アゼルバイジャン代表。

## 略歴
SVヴェーエンのユースクラブを得て、RBライプツィヒやアイントラハト・フランクフルトなどのブンデスリーガクラブの下部組織に所属する。
2017年5月19日、フランクフルトと3年契約を結び、トップチーム昇格を果たした。2018年3月20日、フランクフルトのチームメイトへの暴力行為が発覚し、契約解除された。
2018年6月11日、ポルトガルのGDエストリル・プライアへ2年契約で移籍した。
2019年8月6日、ウルヴァーハンプトン・ワンダラーズFCと長期契約を締結したことが発表された。加入してすぐFCパソス・デ・フェレイラにレンタル移籍することも発表された。2020-21シーズンはグラスホッパー・クラブ・チューリッヒ、2021-22シーズンはCDトンデラにレンタル移籍した。
2022年7月7日、グラスホッパーに2年契約で復帰した。

### 代表歴
ドイツやアゼルバイジャンのユース代表に招集され、結果を残す。
2017年にはアゼルバイジャンのA代表から誘いを受け、11月5日のサンマリノ代表戦で代表デビューを果たした。

## タイトル

### 個人
- スーパーリーグ月間最優秀選手賞 : 1回 (2022年8月)[5]